# Deobrígula
Deobrígula fue una antigua ciudad romana del conventus Cluniensis en la provincia romana Hispania Citerior Tarraconensis, que se localiza en el municipio de Tardajos en la provincia de Burgos, comunidad autónoma de Castilla y León, en España. No debe confundirse este topónimo con el de Deóbriga, a muchos kilómetros, en las afueras de Miranda de Ebro

## Fuentes clásicas

Hispania romana en vísperas de las guerras cántabras, apreciendo los turmogos dentro del territorio controlado por Roma